# Wiesław Wilczkiewicz
Wiesław Wilczkiewicz – Muzyk i kompozytor, urodzony w Krakowie.
Współzałożyciel grupy jazz-rockowej „Dżamble”. Występował z kabaretem „Piwnica pod Baranami” i z Ewą Demarczyk.
Komponował piosenki do tekstów Wiesława Dymnego. Występował z Michałem Burano (1967–1969).
Współpracował z Jackiem Fedorowiczem i Jerzym Gruzą w programach telewizyjnych: „Małżeństwo doskonałe” „Kariera” i „Runda”. (1969–1973). Skomponował muzykę do radiowego programu „60 minut na godzinę”. Autor muzyki do spektaklu teatralnego „Śmierć bohatera” wystawianego w teatrze Stara Prochownia w Warszawie (1973–1977). Pięcioletnia współpraca z orkiestrą „Alex Band” (jako muzyk, kompozytor, aranżer). W tym czasie brał udział w sesjach nagraniowych ponad dziesięciu płyt długogrających (Alex Band, VOX, Wojciech Gąssowski, Majka Jeżowska, Maanam, Zbigniew Wodecki, Dżamble, Andrzej Zaucha (1978–1984).
W latach 1984–1986 był kierownikiem muzycznym Estrady Krakowskiej oraz liderem orkiestry jazzowej „Fly Ensemble”.
Od 1986 roku mieszka w Nowym Jorku. Wyróżniony został za utwór instrumentalny „Kasztan” na festiwalu Midem w Cannes Francja 1986.
W roku 1988 wydał płytę długogrającą wraz z Barbarą Moore „Infinity”. Koncert promocyjny tej płyty w Carnegie Hall w Nowym Jorku (listopad 1988).
Organizator i wykonawca koncertów charytatywnych w Nowym Jorku
(„Gwiazdka dla Joasi” - 1986, koncert dla Z. Jaremki - 1990).
Organizator działalności muzycznej w wielu klubach nowojorskich, m.in.
I-94 i „Fireplace”.
Współorganizator i uczestnik Festiwalu Kultury Polskiej w Centrum Kultury Polsko-Słowiańskiej oraz koncertu Polskiego Baletu i Muzyki (1992–1996). W 1995 dyrektor artystyczny Festiwalu w Amerykańskiej Częstochowie (Doylestown, Pensylwania).